# Франк-Валтер Штајнмајер
Франк Валтер Штајнмајер (Детмолд, 5. јануар 1956) јесте немачки политичар. Штајнмајер је тренутни председник Немачке, на функцији од 19. марта 2017. године. Претходно је био министар спољних послова (2005—2009, 2013—2017) и заменик канцелара (2007—2009). Био је и председавајући OSCE-а (2016).

## Биографија
Штајнмајер је члан Социјалдемократске партије Немачке (SPD), има докторат из права и претходно је био државни службеник. Био је близак помоћник Герхарда Шредера када је овај био премијер Доње Саксоније (током већег дела 1990-их); такође је био Шредеров шеф особља (од 1996). Када је Шредер постао канцелар Немачке (1998), Штајнмајер је именован за подсекретара државе у Немачком канцеларијату, с одговорношћу за обавештајне службе. Од 1999. до 2005. обављао је функцију шефа особља Канцеларијата.
После савезних избора 2005, Штајнмајер је постао министар спољних послова у првој великој коалиционој влади Ангеле Меркел; од 2007. такође је на дужности потканцелара. Године 2008, кратко је радио као председник своје партије. Био је кандидат SPD-а на савезним изборима 2009, али његова партија је изгубила а он је напустио савезни кабинет и постао лидер опозиције. После савезних избора 2013, поново је постао министар за спољне послове у Меркелиној другој великој коалицији која је имала велику већину у Савезној скупштини; напустио је кабинет 27. јануара 2017. године. Изабран је за председника са 74-постотном већином, 12. фебруара 2017. године.
Штајнмајер припада десном крилу SPD, познатом као реформистичком и умереном. Као шеф особља био је главни творац Агенде 2010, контроверзних реформи државе благостања за време владе Шредера. Његова блага политика према земљама као што је Русија и Кина искритикована је негативно и у Немачкој и на међународном плану, а такође је критикована због приоритетизовања немачких пословних интереса науштрб људских права.

## Председник (2017–тренутно)

### Први председнички мандат

#### Кандидатура за председника
Председник Јоахим Гаук је у јуну 2016. објавио да се неће кандидовати за реизбор, што је резултирало потрагом за кандидатом који би га наследио. У новембру 2016. године, конзервативци канцеларке Ангеле Меркел су се договорили са социјалдемократама да подрже Штајнмајерову кандидатуру за председника на председничким изборима, заказаним за 12. фебруар 2017. године.
Меркелова је првобитно желела да номинује зелену политичарку Маријан Биртлер, а пошто ХДУ/ХСУ и Зелени контролишу већину у Савезној конвенцији, Биртлеров избор би био обезбеђен. Међутим, Биртлер је након неког времена одлучила да се не кандидује.
Дана 12. фебруара 2017. 16. Савезна конвенција Немачке изабрала је Штајнмајера за председника на првом гласању, са 931 гласом од укупно 1.260.
Штајнмајер је на дужност председника Немачке ступио 19. марта 2017. године, по истеку мандата свог претходника, а 22. марта 2017. положио је заклетву коју новоуложени председници морају да положе пред заједничку седницу Бундестага и Бундесрата, наводи се у Основном закону.

#### Бундестаг избори 2017.
Након савезних избора у септембру 2017., почели су коалициони преговори између Хришћанско-демократске уније, Хришћанско-социјалне уније, Странке слободних демократа и Зелених. Преговори су настављени 4 недеље све до нешто иза поноћи 20. новембра када су Слободне демократе и њихов лидер Кристијан Линднер изашли из преговора и они су потом пропали. Крахом преговора остала је још једна Велика коалиција као једина коалиција са већином у Бундестагу; ово је, међутим, изгледало тешко, пошто је лидер Социјалдемократске партије Мартин Шулц у више наврата одбацио још једну Велику коалицију.
У наредним недељама, Штајнмајер је играо важну улогу у формирању следеће владе. То је зато што, ако Бундестаг не успе да изабере канцелара у року од 14 дана од гласања, председник може или да именује особу са највише гласова да води мањинску владу или да распусти Бундестаг и распише нове изборе. Ова врста политичке кризе никада раније није виђена у Немачкој и гурнула је председника на прилично моћну позицију која је ретка за Немачку. Штајнмајер је изјавио да не би сматрао да је распуштање Бундестага пожељно решење и успео је да убеди Шулца да се састане са Ангелом Меркел и започне прелиминарне разговоре. Након дугих коалиционих преговора, ХДУ, ХСУ и СПД формирали су нову велику коалицију. Меркелова је поново изабрана у Бундестаг 14. марта 2018.

#### Политичке позиције као председник
Штајнмајер је у октобру 2017. посетио Путина и Горбачова у Москви. Његова посета била је прва посета неког његовог ранга од 2010. године.
Још у јуну 2021. један естонски академик је Штајнмајерову политику руског зближавања окарактерисао као „опасан идеализам“.

### Други председнички мандат
13. фебруара 2022. поново је изабран за председника.

#### Украјинска контроверза
Убрзо након руске инвазије на Украјину 2022. године, Штајнмајер је изразио жаљење због свог ранијег става према Русији, рекавши да је његова година подршке гасоводу Северни ток 2 била јасна грешка. У априлу 2022. позвао је на суд за ратне злочине против руског председника Владимира Путина и руског министра спољних послова Сергеја Лаврова. Штајнмајер је рекао да је „погрешно веровао да Владимир Путин неће убрзати потпуну економску, политичку и моралну девастацију своје земље због своје империјалне маније“.
У априлу 2022, Штајнмајер је одустао од планова да посети Кијев након што је признао да не би био добродошао у Украјину, што се сматрало озбиљном презиром за једног од највиших немачких политичара. У то време, немачки медији су цитирали украјинске званичнике који су рекли да ће украјински председник Володимир Зеленски одбити да се састане са Штајнмајером ако дође у Кијев. Украјина је раније критиковала Штајнмајера због његових веза са Русијом и његове улоге у јачању немачко-руских односа у оквиру политике Промена кроз трговину (Шаблон:Langr).
Штајнмајер је 25. октобра 2022. године био у званичној посети Украјини, након што је заказана посета 20. октобра отказана из безбедносних разлога због таласа напада крстарећим ракетама и дроновима широм Украјине. У то време, ДВ Њуз је говорио о новом Маршаловом плану од 350 милијарди евра за помоћ Украјини чак и док су руске бомбе још падале са кијевског неба. По повратку у Берлин, 28. октобра је опширно говорио о својим украјинским искуствима и започео је живописним описима ужаса рата, уз напомену да је он изазвао „најдубљу кризу“ коју је поново уједињена Немачка видела. Упозорио је да су „пред нама теже, тешке године.“
Новинар Дојче велеа је 29. новембра 2022. поново интервјуисао Штајнмајера на ову тему у његовој службеној резиденцији. Сматрајући да је прерано говорити о безбедносним гаранцијама за Украјину, он је осудио недавне нападе Русије на цивиле и на снабдевање гасом и струјом у Украјини, рекавши,
Садашњи прекид ватре би значио да ће Русија задржати територије које је окупирала. Такође је непромишљено предлагати прекид ватре сада, јер би успостављање примирја у овом тренутку у суштини оправдало сву неправду која се већ догодила.

#### Израелско–палестински конфликт
У израелско-палестинском сукобу, Штајнмајер подржава решење о две државе и позива на окончање израелске окупације палестинских територија. Он је поздравио Резолуцију 2334 Савета безбедности Уједињених нација и рекао да израелска насеља на окупираној територији представљају препреку миру и решењу са две државе. Он је даље рекао да је „демократски Израел остварив само кроз решење са две државе“. Штајнмајер је похвалио говор америчког државног секретара Џона Керија који је изнео став Сједињених Држава о израелско-палестинском сукобу у децембру 2016; Кери је у говору рекао да мировни споразум мора да се заснива на линијама из 1967. године, да сви грађани морају да уживају једнака права, да окупација мора да се оконча, да се питање палестинских избеглица мора решити и да Јерусалим мора бити главни град обе државе, и критиковао је план Нетањахуове владе као вођен „екстремним елементима“.
Штајнмајер је изразио подршку Израелу током рата између Израела и Хамаса 2023. године. Он је позвао Арапе који живе у Немачкој да се дистанцирају од Хамаса.